# 森森蒂
森森蒂（Sensenti）是洪都拉斯的城鎮，位於該國西部，由奧科特佩克省負責管轄，始建於1791年，面積119.85平方公里，海拔高度918米，2001年人口8,259，人口密度每平方公里68.91人。
14°29′N 88°56′W / 14.483°N 88.933°W